# Bruiser (película)
Bruiser (en España El rostro de la venganza, en Argentina La mitad diabólica) es una película francesa de terror y suspenso escrita y dirigida por George A. Romero en el año 2000. Interpretada en sus papeles principales por Jason Flemyng, Peer Stormar y Leslie Hope se trata de la primera película dirigida por Romero desde The Dark Half realizada en 1993.

## Sinopsis
Henry Creedlow (Jason Flemyng) es un hombre que trabaja en una revista de moda llamada Bruiser. Sin embargo es maltratado por su jefe, Miles Stiles (Peter Stomar). También es ignorado y maltratado psicológicamente por su esposa Janine (Nina Garbiras). Henry ha vivido toda su vida reprimido debido por las normas de comportamiento sociales y frustrado por los malos tratos de las personas que lo rodean. Por eso pasa gran parte de su tiempo fantaseando con asesinar.
Después de enterarse de una traición financiera por parte de su mejor amigo y tras enterarse de que su jefe mantiene una relación con su esposa, un día Henry amanece con una máscara blanca adherida a su rostro que es imposible de quitar. Al ver que ha perdido su identidad y que nadie, si no lo comunica, puede saber quién es la persona que se oculta tras la máscara decide sacar provecho a la situación y empieza a cobrarse venganza de todas las personas que le han hecho daño durante su vida.

## Reparto
- Jason Flemyng - Henry Creedlow
- Peter Stormare - Milo Styles
- Leslie Hope - Rosemary Newley
- Nina Garbiras - Janine Creedlow
- Andrew Tarbet - James Larson
- Tom Atkins - Detective McCleary
- Jonathan Higgins - Detective Rakowski
- Jeff Monahan - Tom Burtram
- Marie Cruz - Número 9
- Beatriz Pizano - Katie Saldano
- Tamsin Kelsey - Mariah Breed
- Kelly King - Gloria Kite
- Susanne Sutchy - Colleen
- Balázs Koós - Chester

## Estreno
La película se estrenó en cines comerciales el 1 de enero de 2000. 
La película también se proyectó en el Festival de Cine de Berlín en el año 2000.
En formato doméstico se estrenó en DVD el 9 de octubre de 2001 cuya edición le valió para obtener una nominación en los Premios Saturn 2002 como mejor edición en ese formato.

## Banda sonora
La música de la película fue compuesta por Donald Rubinstein. Una de las bandas que figuran en la banda sonora, y que aparecen realizando una actuación en el metraje, es el grupo punk The Misfits.

## Recepción
La película obtiene críticas mixtas en los portales de información cinematográfica siendo más positivas entre los críticos profesionales que entre los seguidores habituales de los mismos. En IMDb con 5.441 valoraciones obtiene una calificación de 5,3 sobre 10. En FimAffinity obtiene una calificación de 4,5 sobre 10 entre los 446 usuarios del portal que la han calificado.

"Incluso si uno está dispuesto a dejarse llevar por su estrafalario argumento, el débil estilo de Romero y sus forzados diálogos terminan por dilapidar el impacto que la cinta hubiese podido tener (…) Puntuación: ★½ (sobre 4)."
David Nusair (Reel Film) 

En Rotten Tomatoes tiene una calificación de "fresco" para el 67% de las 9 críticas profesionales y para el 30% de las 3.934 valoraciones realizadas por los seguidores del portal.

"Romero muestra un cuento de hadas que merece la pena, a pesar de sus pequeños defectos, por exponernos ejemplos de la insignificancia y la falta de corazón en esas personas que son sombras de vida".
Walter Chaw (Film Freak Central) 